# Bonzan
Ne doit pas être confondu avec Bonzan-Pougouli.
Bonzan est une commune rurale située dans le département de Founzan de la province de Tuy dans la région des Hauts-Bassins au Burkina Faso.

## Géographie
Bonzan se trouve à 2,7 km au sud de Founzan (et de la route nationale 12).

## Santé et éducation
Le centre de soins le plus proche de Bonzan est le centre de santé et de promotion sociale (CSPS) de Founzan.